# Тимошенко Юлія Володимирівна
Ю́лія Володи́мирівна Тимоше́нко (нар. 27 листопада 1960, Дніпропетровськ, Українська РСР, СРСР) — українська державна та політична діячка, Народний депутат України. Двічі Прем'єр-міністр України (2005, 2007—2010), перша жінка — прем'єр-міністр України. Голова політичної партії «Батьківщина» та політичного альянсу блоку Тимошенко (2001)[⇨].
Народна депутатка України 2, 3, 4, 5, 6, 8 та 9 скликань, віцепрем'єр-міністр України з питань паливно-енергетичного комплексу (1999—2001). Кандидат економічних наук (1999). Одна з лідерів «Помаранчевої революції» 2004[⇨]. Виступає за інтеграцію України до ЄС та вступ до НАТО. Тричі брала участь у виборах Президента України (2010, 2014, 2019)
Із 5 серпня 2011 року по 22 лютого 2014 року відбувала покарання; вважається політв'язнем режиму Віктора Януковича[⇨]. Пізніше Верховний суд України закрив кримінальну справу через відсутність складу злочину, внаслідок чого Європейський суд з прав людини, попередньо визначивши покарання політично вмотивованим, закрив справу Тимошенко проти України через досягнення сторонами згоди[⇨].

## Дитинство, освіта, перше робоче місце
Народилася 27 листопада 1960 року, у Дніпропетровську, у родині, за її словами, українського латиша й українки. Мати працювала в таксомоторному парку, на посаді диспетчерки. Батько пішов з родини, коли Юлі було три роки, тому вихованням займалась лише мати.
Навчалася в Дніпропетровську, у середній школі № 37, останній рік — у школі № 75, яку закінчила 1977 року. У старших класах змінила прізвище з батькового на материне і в шкільних документах записана Телєгіною.
1978 року вступила на факультет автоматики-телемеханіки Дніпропетровського гірничого інституту. У 1979 році одружилася з Олександром Тимошенком. 20 лютого 1980 року народила доньку Євгенію. 1981 року перевелася на економічний факультет Дніпровського національного університету, котрий закінчила в 1984 році, отримавши диплом з відзнакою за спеціальністю «економіка праці» з кваліфікацією «інженер-економіст».
За розподілом у 1984—1988 роках працювала на Дніпровському машинобудівному заводі в Дніпропетровську, на посаді інженера-економіста.
1999 року, у Київському національному економічному університеті, захистила кандидатську дисертацію за спеціальністю «організація управління, планування та регулювання економіки» та здобула вчений ступінь кандидата економічних наук.

## Підприємницька діяльність

### Перший бізнес
1988 року, на початку розвитку кооперативів, разом з чоловіком відкрила пункт відеопрокату. Допомогу в цій справі надав свекор Геннадій Тимошенко, котрий був тоді головою Кіровського райвиконкому Дніпропетровська.
З 1989 року — комерційний директор молодіжного центру «Термінал». За статутом, ця структура також займалася відеопрокатом і розташовувалася в літньому кінотеатрі парку імені Шевченка (Дніпро). Первинний капітал, зароблений у «Терміналі», дозволив створити ще один бізнес — торгівлю нафтопродуктами через Російську товарно-сировинну біржу (РТСБ).
З 1991 року — комерційний, а згодом — генеральний директор СП Корпорація «Український бензин» (СП КУБ). У період з 1992 до 1994 року КУБ стала монополістом у постачанні нафтопродуктів для сільського господарства Дніпропетровської області. Постачання здійснювалось за бартерною схемою, що дозволяло отримувати сільгосппродукцію за низькими цінами.
У березні 1995 року була затримана в аеропорту Запоріжжя при спробі вивезення валюти на загальну суму біля 26 тисяч доларів при тодішньому ліміті на вивезення валюти — 500 доларів, у липні того ж року, митники аеропорту «Внуково» виявили 100 тисяч доларів у ручній поклажі Тимошенко; у результаті проти подружжя було порушено кримінальні справи за ст. 17 і 70 Кримінального кодексу України («контрабанда валюти»). У вересні 2001 року Генеральна прокуратура України скасувала ці справи через скасування кримінальної відповідальності за такі дії.

### ЄЕСУ
У листопаді 1995 року КУБ була перереєстрована в промислово-фінансову корпорацію «Єдині енергетичні системи України» (ЄЕСУ) для збереження податкових пільг, які мала компанія «КУБ» як «компанія з іноземними інвестиціями». У 1995—1996 роках Тимошенко була президентом корпорації та, за підтримки Лазаренка, мала, фактично, монополію на продаж російського та середньоазійського газу в Україні.
7 травня 2004 року суддя Північного округу Каліфорнії Мартін Дженкінс відхилив значну частину звинувачень стосовно контактів Лазаренка з ЄЕСУ. За повідомленням журналіста Центру журналістських розслідувань Джастіна Кейна, суд зняв усі звинувачення щодо ЄЕСУ та Тимошенко. Прокурор Марта Берш поінформувала, що суд визнав недостатніми докази щодо звинувачень Тимошенко у фінансових махінаціях у рамках кримінальної справи проти Лазаренка.
26 вересня 2005 року Головна військова прокуратура Російської Федерації припинила міжнародний розшук Тимошенко та скасувала рішення про міру запобіжного заходу у вигляді взяття під варту в справі, порушеній у 2001 році, за звинуваченням у підкупі посадовців Міноборони РФ у 1996 році, коли Тимошенко очолювала ЄЕСУ. 26 грудня 2005 року справу було закрито за строком давності.
21 лютого 2007 року інформаційне агентство УНІАН опублікувало повідомлення, з коментарями прес-аташе посольства США в Україні Джона Саллівена, у якому зазначалося про відсутність звинувачень та розслідувань щодо Юлії Тимошенко.
1 березня 2007 року, на сайті Посольства США в Україні, була опублікована відповідь посла Вільяма Тейлора на лист представників фракцій «антикризової» коаліції, у якому сказано, що Юлія Тимошенко не була учасником процесу в справі Павла Лазаренка, а матеріали судових засідань у цій справі, розміщені в Інтернеті, не повинні розглядатися у відриві від контексту — вони використовувалися в судовому процесі для зібрання необхідних доказів.12 грудня 2012 року суд відхилив позов про стягнення 18,3 мільйона доларів та закрив провадження в справі через непідсудність Тимошенко.
У 2016 році екс-прокурор США Марта Берш заявила, що в них були докази переказів з рахунків, які, на їх думку, контролювалися Тимошенко, на рахунки, які контролювалися Павлом Лазаренком. Згідно з матеріалами процесу, суд проаналізував транзакції з рахунків ЄЕСУ, підконтрольної Юлії Тимошенко. ЄЕСУ переказала на підконтрольні Лазаренку рахунки щонайменше 162 мільйони доларів. Сама Юлія Тимошенко відкидає будь-які звинувачення. 23 квітня 2018 року, згідно з розпорядженням суду округу Колумбія, підтверджено обґрунтованість підозр у здирництві і відмиванні грошей через виведення коштів компанією ЄЕСУ Юлії Тимошенко на рахунки Павла Лазаренка.

## Політична кар'єра (1997—2003)
Січень 1997—1998 років — народний депутат України II скликання; Бобринецький виборчий округ № 229 Кіровоградської області, на час обрання — безпартійна. Член Комітету Верховної Ради з питань фінансів і банківської діяльності.
З вересня 1997 року — заступник голови партії «Громада», яку очолював Павло Лазаренко.
1998—2000 роки — народний депутат України III скликання від ВО «Громада», виборчий округ № 99 Кіровоградської області. Голова Бюджетного комітету ВРУ, на посаді ініціює бюджетну реформу; один із розробників першого Бюджетного кодексу України, ухваленого у 2001 році, проєктів Податкового і Соціального кодексів, пенсійної реформи та соціальних програм
У березні 1999 року, з частиною колишньої «Громади», утворила депутатську фракцію «Батьківщина» у Верховній Раді, була в числі засновників, створеної, у липні 1999 року, партії «Батьківщина». 18 грудня, цього ж року, делегати другого з'їзду обрали Тимошенко очільницею партії.
З грудня 1999 року по січень 2001 року — віцепрем'єр-міністр з питань паливно-енергетичного комплексу в уряді Ющенка. За період роботи Тимошенко на посаді віцепрем'єра були ліквідовані бартерні розрахунки в галузі та створений єдиний розрахунковий центр оптового ринку електроенергії — державне підприємство «Енергоринок», значно підвищено рівень розрахунків за енергоносії, залучено додаткові кошти до Держбюджету. Організовані віцепрем'єром антикризові заходи та реформи в ПЕК зачіпали інтереси оточення Президента Кучми та наштовхнулися на протидію.
5 січня 2001 року Генеральна прокуратура заявила про порушення двох кримінальних справ щодо Тимошенко, як колишнього президента корпорації «Єдині енергетичні системи України», зі звинуваченнями в контрабанді газу, несплаті податків в особливо великих розмірах та дачі хабара колишньому прем'єр-міністру Лазаренку, унаслідок чого, 19 січня 2001 року була відправлена у відставку. 30 квітня 2002 року Києво-Святошинський місцевий суд Київської області ці постанови скасував, але Генеральна прокуратура України подала апеляцію на рішення суду та продовжила розслідування.

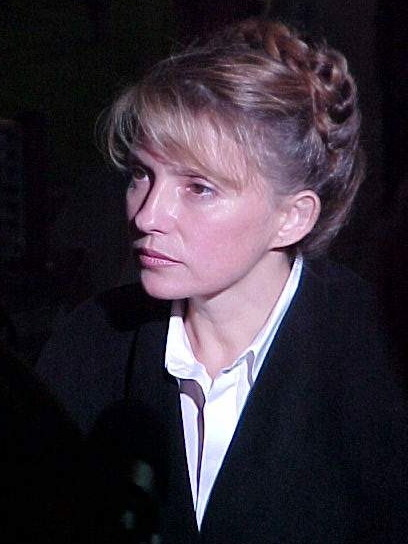
Юлія 2002-го року

9 лютого 2001 року ініціює створення Форуму національного порятунку (ФНП), метою якого було усунути від влади «олігархічний корумпований режим Кучми». ФНП, до складу якого увійшли ВО «Батьківщина», Українська республіканська партія, Українська консервативна республіканська партія, партія «Собор», Українська соціал-демократична партія, Українська християнсько-демократична партія і Патріотична партія, об'єднує розрізнені опозиційні сили.
13 лютого 2001 року, у «Зверненні до українського народу», президент Кучма, Голова ВРУ Плющ і Прем'єр-міністр Ющенко, засудили діяльність ФНП та протестну акцію «Україна без Кучми», яка тоді відбувалася, прирівнявши опозиційний рух і створення ФНП з початками фашизму. В той же день, за санкцією Генеральної Прокуратури України, Тимошенко заарештували зі звинуваченнями в розкраданні мільярда доларів США, призначеного для оплати за газ компанією ЄЕСУ. У березні 2001 року Печерський районний суд міста Києва скасував санкцію на арешт Тимошенко.
9 квітня 2003 року Апеляційний суд міста Києва ухвалив рішення про незаконність порушення кримінальних справ стосовно Юлії Тимошенко та її чоловіка Олександра Тимошенка, закривши провадження в кримінальних справах. Генеральна Прокуратура України не погодилася з таким рішенням суду та заявила про намір подавати апеляцію.
У листопаді 2001 року ФНП став основою Блоку Юлії Тимошенко.
У березні 2002 року, на виборах до ВРУ, Блок Юлії Тимошенко здобув 7,2 % голосів виборців. Юлія Тимошенко очолила фракцію БЮТ у Верховній Раді 4-го скликання, яка об'єднала 24 народні депутати[недоступне посилання][відсутнє в джерелі].
У вересні 2002 року, разом з іншими опозиційними політиками, очолювала акцію опору «Повстань, Україно!».

## Президентські вибори і Помаранчева революція (2004)
Внаслідок досягнутих домовленостей між Блоком Тимошенко, Нашою Україною та Соціалістичною партією про створення коаліції та висунення єдиного кандидата на пост Президента України, Тимошенко не балотувалася на виборах Президента України.
2 липня 2004 року лідери блоків «Наша Україна» та БЮТ, Ющенко і Тимошенко, підписали угоду про створення коаліції «Сила народу», закликавши СПУ, на чолі з Морозом, приєднатися до коаліції.
Напередодні другого туру виборів Тимошенко закликала прихильників опозиції 21—22 листопада збиратися на Майдані Незалежності, у Києві, для захисту результатів волевиявлення та проведення паралельного підрахунку голосів.
21 листопада 2004 року, після фальшування результатів виборів, Тимошенко стала одним із лідерів масових протестів, які дістали назву «Помаранчева революція».
25 листопада був створений Комітет національного порятунку з 30 осіб — «народний орган захисту Конституції України», одним із членів якого стала Юлія Тимошенко.
28 листопада Юлія Тимошенко, від імені Комітету національного порятунку, оголосила ультиматум Леоніду Кучмі, у якому, зокрема, були поставлені вимоги щодо звільнення Януковича з посади Прем'єр-міністра через сприяння фальсифікації виборів, участь у сепаратистських акціях та внесення на розгляд парламенту кандидатур нового складу Центрвиборчкому.

## Перше прем'єрство (2005)
24 січня 2005 року стала виконувачем обов'язків прем'єр-міністра України, а 4 лютого 2005 року Верховна Рада проголосувала за призначення Юлії Тимошенко на посаду прем'єр-міністра України з рекордною підтримкою  — 373 народні депутати.
8 вересня 2005 року Ющенко відправив уряд Тимошенко у відставку. На думку Тимошенко, Ющенко відправив її у відставку, «аби відвернути увагу від звинувачень його оточення у корупції», а також тому, що її рейтинг перевищив президентський.

## Парламентська діяльність (2005—2008)

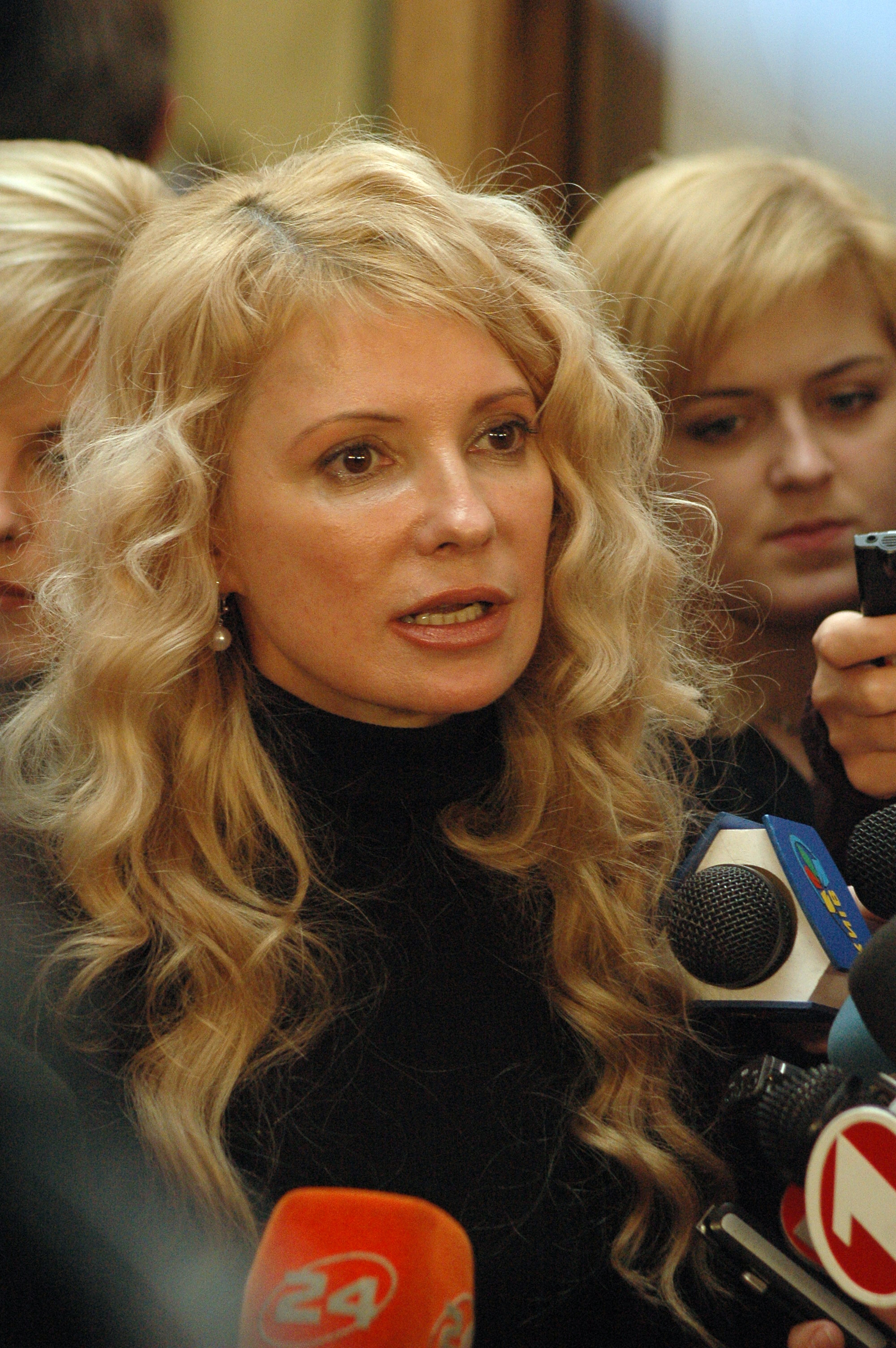
Тимошенко у ВРУ, 11 січня 2007 — цього дня БЮТ докладав чимало зусиль для початку розпуску Ради

7 грудня 2005 року, на міжпартійному з'їзді, Тимошенко презентувала нову ідеологію БЮТ — «солідаризм» та оголосила першу десятку виборчого списку блоку для участі в парламентських виборах 2006 року.
На парламентських виборах 2006 року Блок Юлії Тимошенко отримав 129 мандатів (22,29 % голосів, 5 млн 652 тис. 876 осіб), зайнявши 2-е місце, а Юлія Тимошенко стала кандидатом у прем'єри від коаліції демократичних сил, проте об'єднання розвалилося через внутрішні незгоди.
3 серпня 2006 року Тимошенко відмовилася підписувати ініційований Президентом Ющенком «Універсал національної єдності» (який підписали Ющенко, Янукович, лідери комуністів і соціалістів), назвавши Універсал «актом політичної капітуляції помаранчевого табору».
31 березня 2007 року в Києві, за ініціативи опозиційних сил, відбувся «Весняний Майдан», на якому звучали заклики до президента Ющенка розпустити Верховну Раду й призначити перевибори.[значущість факту?]
2 квітня 2007 року Президент Ющенко видав указ «Про дострокове припинення повноважень Верховної Ради», однак Верховна Рада не бачила підстав для його виконання. З метою забезпечити розпуск Верховної Ради, депутати фракцій БЮТ (у тому числі Тимошенко) та НУНС, 3 червня 2007 року, подали заяви про складання депутатських мандатів, що, згідно з Конституцією, робило Верховну Раду нелегітимною.

## Друге прем'єрство (2007—2010)
4 грудня 2007 року Коаліція демократичних сил (2007—2008), створена депутатськими фракціями БЮТ та НУНС, висунула Тимошенко на пост Прем'єр-міністра України. 18 грудня 2007 Юлія Тимошенко була призначена Прем'єр-міністром за підтримки 226 народних депутатів.

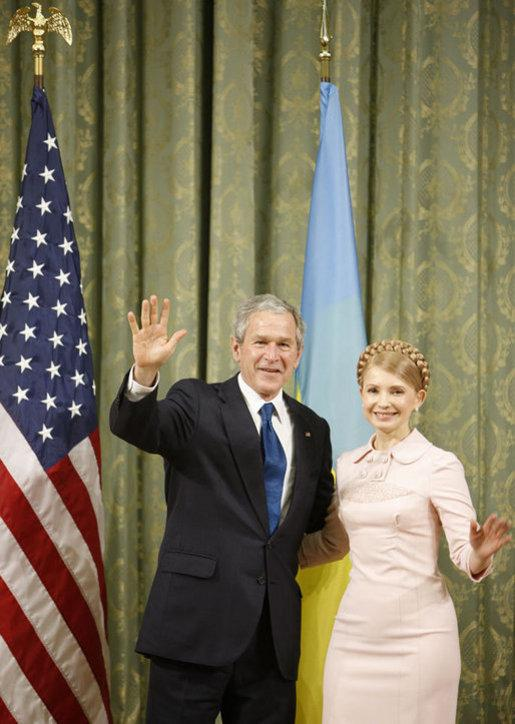
Президент США Джордж Буш та Прем'єр-міністр України Тимошенко (Київ, 1 квітня 2008)

Друге прем'єрство Юлії Тимошенко припало на період світової фінансово-економічної кризи 2008—2009 років. З метою стабілізувати економічну ситуацію Голова уряду разом з міністром фінансів, головою Національного банку та Президентом України звернулася до МВФ за позикою. 31 жовтня 2008 року з'явилися лист про наміри до МВФ і Меморандум про економічну та фінансову політику. У ньому передбачалося, зокрема: «до кінця 2011 року ми зрівняємо ціни на газ внутрішнього видобутку та ціни на імпортований газ… дотування цін на імпортований газ, що споживається тепловими комунальними підприємствами, буде скорочуватися шляхом щоквартального коригування тарифів і припинить своє існування до 1 липня 2010 року».
У 2008 році прем'єр Тимошенко ініціювала відкликання ліцензії й анулювання угоди на розробку шельфу, поблизу Керченської протоки, з американською компанією Vanco Prikerchenska Ltd, укладеної в жовтні 2007 року. Наслідком був позов компанії до Стокгольмського арбітражу й повне припинення розробки шельфу в цій місцевості.

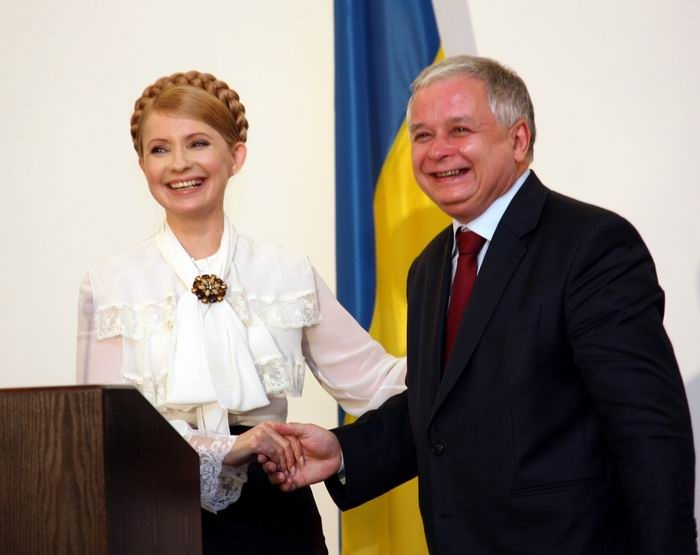
На зустрічі з президентом Польщі Лехом Качинським (14 лютого 2008)

11 липня 2008-го і 5 лютого 2009 років Верховна Рада не підтримала ініціативи Партії регіонів про недовіру уряду Тимошенко.
У 2009 році усунула посередника РосУкрЕнерго зі схеми постачання природного газу з Російської Федерації, внаслідок чого Україна підписала прямі контракти з Газпромом. Того ж року започатковано безкоштовне оформлення громадянам державних актів на право власності на земельні ділянки.

### Газовий конфлікт між Росією й Україною 2008—2009 роках

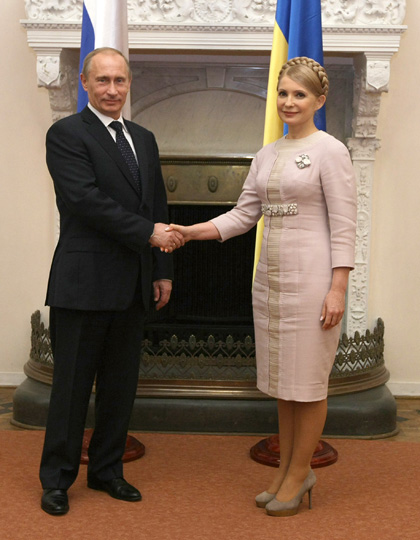
Володимир Путін і Тимошенко в листопаді 2009 р.

2 жовтня 2008 року прем'єр-міністри Путін і Тимошенко підписали Меморандум, який передбачав ліквідацію посередників у торгівлі газом між Україною та Росією та детально визначав умови майбутніх контрактів з постачання газу в Україну на найближчі роки.
18 січня 2009 року, у результаті п'ятигодинних переговорів, прем'єр-міністри Путін і Тимошенко домовились про відновлення, припиненого 1 січня 2009 року, транспортування газу до України та країн ЄС.

## Вибори Президента України 2010
24 жовтня 2009 року делегати IX з'їзду Всеукраїнського об'єднання «Батьківщина», який відбувся на Майдані Незалежності, одностайно проголосували за висунення кандидатом у президенти Юлії Тимошенко. 31 жовтня 2009 року Центральна виборча комісія зареєструвала Юлію Тимошенко кандидатом на посаду Президента України.
У першому турі президентських виборів, 17 січня 2010 року, Тимошенко здобула друге місце, отримавши 25,05 % голосів та вийшла в другий тур. Її опонент В.Янукович отримав 35,32 %.
Перед другим туром виборів депутати Верховної Ради України ухвалили зміни до закону про вибори Президента, які стосувалися принципів формування та організації роботи виборчих комісій. Юлія Тимошенко закликала Президента накласти вето на ухвалений закон. З таким же закликом звернулася і колишня співдоповідач Моніторингового комітету Парламентської Асамблеї Ради Європи по Україні Ганне Северінсен, заявивши, що «Партія регіонів знову, як і у 2004 році, намагається створити умови для фальсифікації виборів». Незважаючи на це, закон було підписано.
Перед другим туром виборів Ющенко закликав голосувати проти обох кандидатів. Тимошенко назвала це «найбрутальнішою, найцинічнішою технологією, яка, по суті, є зрадою України».
За результатами другого туру, який відбувся 7 лютого 2010 року, Віктор Янукович став Президентом України — за офіційними даними ЦВК, його підтримали 48,95 % виборців, за Юлію Тимошенко проголосували 45,47 %. Ю. Тимошенко перемогла у 17 (з 27-ми) регіонах України: у західних, центральних, північних областях та в м. Києві.
Після виборів Юлія Тимошенко заявила про масові системні порушення під час голосування та підрахунку голосів у другому турі виборів та повідомила, що оскаржуватиме результати у суді. За її словами, «можливі обсяги фальсифікації складають більше одного мільйона голосів». У свою чергу, Янукович закликав Тимошенко припинити боротьбу та подати у відставку з поста Прем'єр-міністра.
17 лютого 2010 року Вищий адміністративний суд України зупинив дію рішення ЦВК про встановлення результатів виборів Президента до розгляду позову Юлії Тимошенко. 20 лютого 2010 року Тимошенко відкликала позов після того, як Вищий адмінсуд, за її словами, «відмовився вивчати та досліджувати доказову базу, на якій ґрунтується позов». 22 лютого 2010 року вона заявила, що вважає президентські вибори сфальшованими та не визнає їх результатів.
3 березня 2010 року Верховна Рада висловила уряду Тимошенко вотум недовіри та, 11 березня 2010 року, після створення нової коаліції, відправила його у відставку, сформувавши уряд уряд Миколи Азарова.
8 квітня 2010 року, після рішення Конституційного Суду про відсутність порушень під час формування нової коаліції, Юлія Тимошенко опублікувала офіційну заяву, в якій зазначила, що Конституційний Суд України порушив головну норму Конституції щодо формування влади.

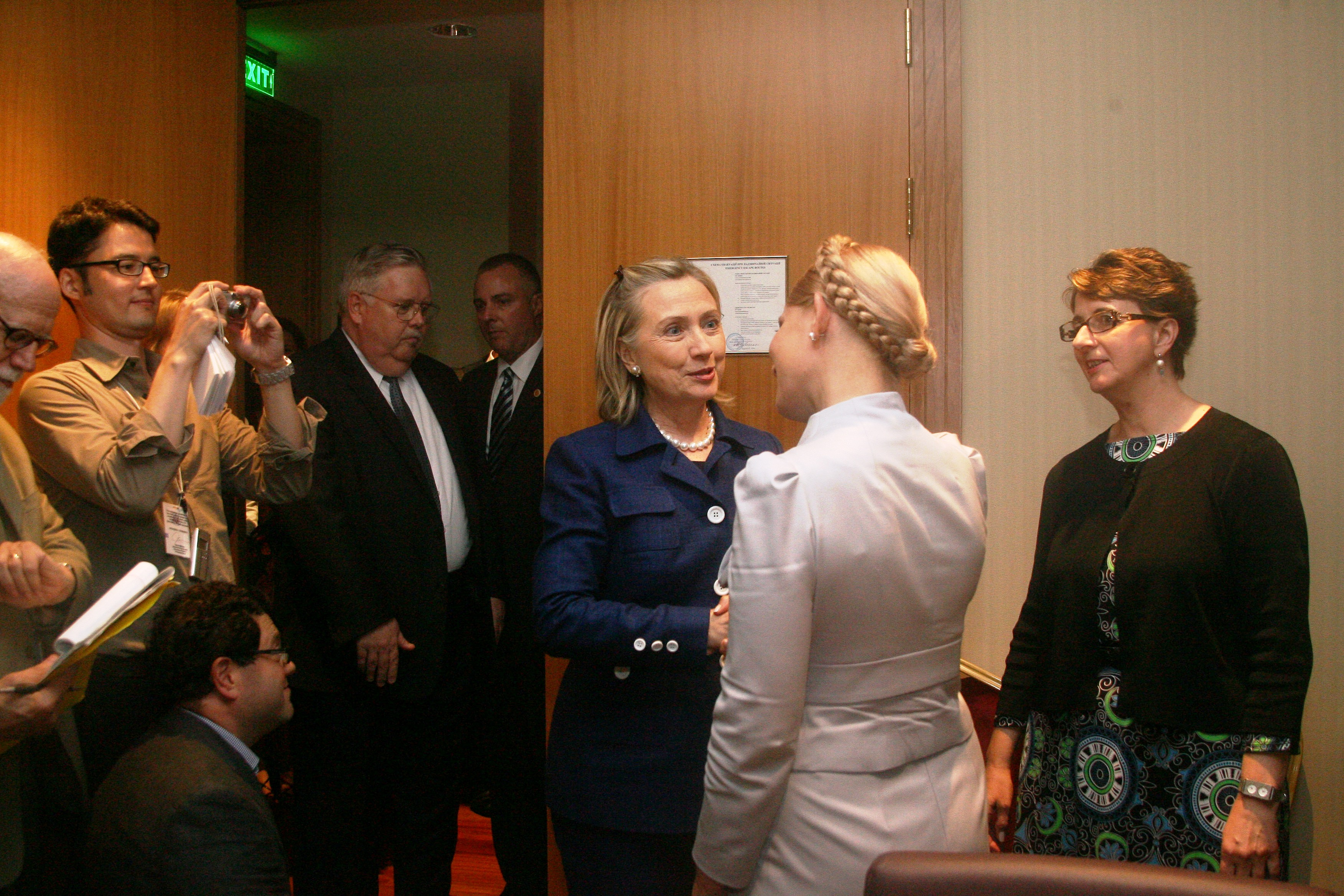
Зустріч Тимошенко та держсекретаря США Гілларі Клінтон (Київ, 2 червня 2010)

## Карні справи супроти Юлії Тимошенко та її соратників
Починаючи з травня 2010 року, було порушено кілька кримінальних справ проти Юлії Тимошенко, найвідомішими з котрих є справи по Кіотських грошах, автомобілях для сільської медицини та газовому договору з Росією від 2009 року.
Також відкрито карні справи супроти соратників Тимошенко та проти посадовців Другого уряду Тимошенко — в основному їм пред'явлено звинувачення в перевищенні службових повноважень.

### Найвідоміші кримінальні справи проти Тимошенко
У грудні 2010 року Генпрокуратура звинуватила Тимошенко у використанні коштів, отриманих за Кіотським протоколом, на виплату пенсій у 2009 році, тоді як, за правилами, на ці кошти треба було висаджувати ліси. Друга справа — щодо автомобілів медичної допомоги для села: у цьому випадку Генпрокуратура вбачала порушення в тому, що одна тисяча автомобілів була придбана в кредит (з оплатою у 2010 році), і їх придбання, нібито, не було передбачене в держбюджеті на 2009 рік. Згодом, у 2010 році, за результатами аудиту Рахункової палати, з'ясувалося, що придбання цих автомобілів було передбачене державним бюджетом 2008 і 2009 років та законом «Про державні цільові програми». З червня 2011 року справи щодо «кіотських грошей» та автомобілів медичної допомоги для села були призупинені після того, як, на запрошення Тимошенко та «Батьківщини», аудиторська компанія «BDO USA» та юридична компанія «Covington & Burling» дослідили ці справи та заявили, що вони «без доказів на свою підтримку в доповіді від 14 жовтня 2010 року не варті паперу, на якому написані».
У заяві цих компаній відзначається, що провина Юлії Тимошенко не підтверджена документами, а відтак «звинувачення проти колишнього Прем'єр-міністра виглядають політичними за своєю природою, тому що не існує фактів, як б їх підтверджували». У справі щодо «кіотських грошей» американські експерти констатували наступне: «Документи, з якими ми змогли ознайомитись, чітко зазначають, що баланс Цільового Кіотського рахунку у розмірі приблизно 3,3 мільярдів гривень на дату отримання залишався незмінним протягом всього періоду, що розглядається, причому у 2009 році Кіотські надходження взагалі не витрачались. Оскільки баланс цього рахунку залишався незмінним на дату отримання, будь-які звинувачення, що прем'єр-міністр Тимошенко використала ці кошти всупереч їхньому цільовому призначенню, є очевидно неправдивими». Аудитори наголошують, що «вперше Кіотські надходження було використано лише у грудні 2010 року». Це ж, у 2014 році, підтвердила й голова Державної казначейської служби Тетяна Слюз.
У квітні 2011 року Генпрокуратура порушила проти Юлії Тимошенко кримінальну справу за звинуваченням у перевищенні влади та службових повноважень під час укладання «газових» контрактів із Росією 19 січня 2009 року. 24 червня 2011 року, у Печерському районному суді м. Києва, розпочався суд у цій справі і, 5 серпня 2011 року, Тимошенко заарештовано в залі суду, внаслідок зміни судом запобіжного заходу.
11 жовтня 2011 року суд визнав Тимошенко винною за частиною 3 статті 365 Кримінального кодексу (перевищення влади та службових повноважень) і її було засуджено до семи років в'язниці із забороною займати державні посади протягом трьох років. Суд також задовольнив цивільний позов НАК «Нафтогаз України», який вимагав від Тимошенко компенсації збитків, завданих цій компанії внаслідок підписання угод у січні 2009 року, в обсязі 1,516 мільярдів гривень (189,5 млн доларів США), та судових витрат на користь Київського науково-дослідного інституту судових експертиз на загальну суму 10 434 гривні. На думку Тимошенко та соратників, її засудили в тому числі за те, що був усунутий український посередник у торгівлі газом — зареєстрована у Швейцарії компанія РосУкрЕнерго. Також політичні експерти відзначають, що Тимошенко була засуджена за вказівкою В.Януковича з метою усунення її як головного конкурента від участі в президентських виборах—2015.
Вищий спеціалізований суд України був зобов'язаний, на підставі рішення ЄСПЛ, передати заяву Тимошенко про перегляд вироку в «газовій» справі до Верховного Суду України, однак двічі відмовився це зробити.
У жовтні 2011 року було відновлено провадження в кримінальних справах, пов'язаних з діяльністю Тимошенко на посаді керівниці ЄЕСУ. Захисники експрем'єра наголошували, що справи щодо ЄЕСУ були закриті ще у 2005 році за відсутністю складу злочину, а також на тому, що сплив термін давності щодо цих справ. Згодом кримінальні справи проти Тимошенко щодо ЄЕСУ були об'єднані в одне провадження.
8 грудня 2011 року Тимошенко судили в приміщенні Лук'янівського СІЗО протягом 12 годин, під час суду до неї тричі викликали лікарів. Суд постановив ще раз заарештувати вже ув'язнену Тимошенко. Посли країн-членів Євросоюзу організували зустріч з омбудсменом Карпачовою, після чого заявили, що виїзне засідання суду є порушенням Європейської конвенції з прав людини. Посол США зазначив, що проведення суду в ізоляторі не відповідає міжнародним нормам судочинства.
28 лютого 2014 року Київський районний суд Харкова закрив провадження в кримінальній справі щодо ЄЕСУ у зв'язку з відмовою прокурорів від обвинувачення.

### Світова реакція на вирок Тимошенко від 11 жовтня 2011 року
МЗС Росії, коментуючи вирок, заявило, що Печерський суд засудив Тимошенко «за діючі та ніким не скасовані юридично зобов'язуючі угоди між ВАТ Газпром і НАК Нафтогаз України».
Євросоюз заявив, що вирок Тимошенко є несправедливим, а Росія побачила у вироці суду антиросійський підтекст. Адміністрація президента США закликала «звільнити Ю. Тимошенко та інших політичних лідерів і колишніх урядовців». Аналогічні заяви зробили: Німеччина, Велика Британія, Франція, Італія, Канада, Швеція, Польща, Чехія, Угорщина та інші; у своїх заявах вони підкреслювали, що підписання «Угоди про асоціацію України та ЄС» (яке заплановане на грудень 2011 року) неможливе в умовах «політично вмотивованого вироку лідерові опозиції Тимошенко і судових процесів над її соратниками»[джерело?][відсутнє в джерелі]. Пресслужба Генерального секретаря ООН Пан Гімуна повідомила, що він глибоко стурбований з приводу судового процесу над колишнім прем'єр-міністром України Юлією Тимошенко.
У травні 2012 року президент Європарламенту Мартін Шульц і прем'єр-міністр України Микола Азаров домовилися про створення спеціальної Моніторингової місії Європарламенту, під керівництвом Пета Кокса і Александра Квасневського, зі спостереження за розглядом справ експрем'єр-міністра України Юлії Тимошенко і колишнього міністра внутрішніх справ Юрія Луценка. Місія діяла з червня 2012 року до середини листопада 2013 року.
У 2011—2013 роках Данський Гельсінський Комітет оприлюднив чотири звіти за результатами низки візитів, інтерв'ю та досліджень юридичних документів щодо кримінальних справ проти Тимошенко, дійшовши до висновку, що її переслідування політично вмотивоване.
Правозахисна організація FreedomHouse, яка фінансується американським урядом, неодноразово закликала українську владу звільнити Юлію Тимошенко та просила Євросоюз продовжити вплив на Україну під час підписання угоди про асоціацію.
Протягом 2012—2013 років офіційні особи Парламентської асамблеї Ради Європи (ПАРЄ) заявляли про те, що Юлія Тимошенко є політичним в'язнем. 6 лютого 2014 року про це було сказано і в резолюції Європарламенту щодо ситуації в Україні.

### Оскарження вироку
24 жовтня 2011 року Юлія Тимошенко подала апеляцію на рішення Печерського районного суду Києва в «газовій» справі. Розгляд апеляції по суті суд розпочав 13 грудня 2011 року, судові засідання також відбувалися без участі Юлії Тимошенко. Захисники Тимошенко вимагали замінити склад колегії суддів через, на їх думку, недостатній час для ознайомлення суддів зі справою. У ході процесу захист заявив, що все вирішено заздалегідь, та бойкотував судові засідання. 23 грудня 2011 року було оприлюднене рішення Апеляційного суду, згідно з яким вирок Печерського районного суду щодо Ю. Тимошенко залишився в силі. Судді відхилили низку клопотань захисників експрем'єра. Ухвала суду була оголошена за відсутності Ю. Тимошенко та її адвокатів.
Рішення Апеляційного суду викликало негативну реакцію у світі, зокрема з боку Європарламенту, Європейської комісії, зовнішньополітичних відомств Франції, США, Канади, Європейської народної партії, Світового конґресу українців.
26 січня 2012 року захист Тимошенко подав до Вищого спеціалізованого суду України з розгляду цивільних і кримінальних справ касаційну скаргу на вирок в «газовій» справі. На судових засіданнях були присутні члени місії Європарламенту Пет Кокс та Александр Квасневський. Оголошення рішення судді відбулось 29 серпня — наступного дня після початку публічного слухання в ЄСПЛ справи «Тимошенко проти України» — за заявою про незаконність арешту експрем'єра і тримання її під вартою. В ухвалі суду зазначено про залишення вироку без змін.
У зв'язку з цим Європейський Союз, ПАРЄ, уряди США, Великої Британії та Канади висловили глибоке розчарування у зв'язку з негативним рішенням суду щодо касації експрем'єра Юлії Тимошенко у «газовій» справі.

### Справа Манафорта
За даними видання The Guardian, колишній політтехнолог «Партії регіонів» і ексголова передвиборчого штабу президента США Дональда Трампа Пол Манафорт ухвалював розробку таємної медіастратегії, націленої проти Юлії Тимошенко. Проєкт був створений у 2011 році з метою підвищення рейтингів Януковича за кордоном.
Пол Манафорт проводив ряд таємних операцій, націлених проти Юлії Тимошенко. Зокрема, він пропонував переписати статті про Тимошенко у Вікіпедії, щоб осквернити ключового опонента Януковича; створити фейковий «мозковий центр» у Відні для поширення позицій на підтримку Януковича; проводити роботу в соціальних мережах, націлену на аудиторії в Європі і США; збирався використовувати «тролів» у соціальних мережах для критики Тимошенко.

## Перебування Тимошенко у в'язниці
Тимошенко відбувала покарання в Качанівській виправній колонії № 54. У лютому 2012 року номінована на Нобелівську премію миру.
22 серпня 2011 року депутати від БЮТ Бригинець і Павловський заявили, що, на думку медиків, зазначені синці є наслідком отруєння Тимошенко у в'язниці. 25 серпня 2011 року Тимошенко повторно подала до суду клопотання, аби лабораторні дослідження були проведені в її клініці. За кілька днів вона вчергове відмовилася від медогляду та лабораторних досліджень, запропонованих комісією з Міністерства охорони здоров'я.
Соратники Тимошенко вважають, що хвороба Тимошенко у в'язниці — результат її отруєння. Тому тема «аналізу крові» є головною вимогою Тимошенко до влади. Омбудсмен Ніна Карпачова, побувавши у Тимошенко, сказала, що та вимагає і благає аналізу крові через синяки на тілі. Донька Тимошенко (Євгенія) на конгресі ЄНП заявила, що влада більше 4 місяців відмовляє Тимошенко в аналізі крові, хоча сама Тимошенко декілька разів відмовляла лікарям у здачі крові на аналіз. 23 листопада 2011 Тимошенко нарешті обстежили в «Київській обласній клінічній лікарні» — магнітно-резонансна томографія (МРТ) виявила в Тимошенко «міжхребцеву грижу».
На зустрічі з президентом Комаровським (28 листопада 2011 року) президент Янукович запевнив, що «Тимошенко будуть лікувати на рівні європейських стандартів» і пообіцяв внести зміни до «Кримінально-процесуального кодексу України» (мається на увазі декриміналізація статті, за якою засуджено Тимошенко). Однак адвокат Власенко заявив (29.11.2011), що Тимошенко не надають медичної допомоги; у неї з'явилися нові симптоми: «запаморочення, у неї йде кров з носа, у неї німіє ліва рука»; Власенко додав: «жива Тимошенко Януковичу не потрібна». Нарешті 30.11.2011 Тимошенко перевели з камери в медсанчастину СІЗО.

### Політичний резонанс щодо Тимошенко
6-8 грудня 2011 року депутати БЮТ заблокували роботу парламенту України (парламент не працював три дні) з вимогою звільнити Тимошенко, над кріслом спікера вони повісили транспарант «Янукович, не вбивай Юлю».
За соціологічними опитуваннями, на початок грудня 2011 року «політична сила Тимошенко» вперше обігнала за рейтингом (правда, всього лише на 1 %) «Партію регіонів» Януковича.
Європейський парламент (1 грудня 2011 року) і з'їзд Європейської народної партії (7 грудня 2011 року) — прийняли резолюції по Україні, у яких сказано, що «умовою асоціації Євросоюзу і України» є: звільнення Тимошенко та надання їй можливості участі в майбутніх виборах.
Прем'єр-міністр Канади звернувся в Блок Юлії Тимошенко з пропозицією: надати для Тимошенко «найкращих лікарів Канади»; з аналогічною пропозицією звернувся «комітет Євросоюзу з питань запобігання катуванням».
2 жовтня 2012 року в газеті «Коммерсантъ Украина» було опубліковано інтерв'ю голови моніторингового комітету ПАРЄ Андреса Еркеля, у якому він висловив припущення, що Юлія Тимошенко є політичним в'язнем.

### Лікування Тимошенко в ЦКБ №5Харкова
15 березня 2012 року Європейський суд з прав людини виніс уряду України припис «забезпечити отримання Юлією Тимошенко адекватної медичної допомоги у відповідній інституції».
27 квітня 2012 року лікарі берлінської клініки «Шаріте» (Charité), які обстежили Тимошенко в Качанівській колонії, повідомили її діагноз: хронічна грижа міжхребцевого диска. Німецькі фахівці заявили, що успішне лікування експрем'єра неможливе в Україні, де клініки не мають необхідного оснащення і методики.
9 травня 2012 року Юлію Тимошенко перевезли з Качанівської колонії до центральної клінічної лікарні № 5 «Укрзалізниці» в Харкові, де вона перебувала під посиленою охороною в умовах в'язничного режиму. З моменту її ув'язнення Тимошенко тричі оголошувала голодування.
13 вересня 2012 року стало відомо, що під час обшуку в палаті Тимошенко було виявлено схованку, замасковану під Кримінально-процесуальний кодекс України, у якій зберігалися заборонені для обігу технічні пристрої, а також серед її речей виявлено і вилучені невідомі ліки. Ю. Тимошенко поширила повідомлення, що в неї було вилучені 2 дозиметри, які 4 рази за час контролю показували перевищення дозволеного рівня радіації, а її захисник Олександр Плахотнюк, якого того дня не пускали до підзахисної, заявив, що жодних ліків у Тимошенко не вилучали.
Того ж дня під час брифінгу лікар німецької клініки «Шаріте» Лутц Гармс заявив, що не володіє інформацією стосовно вилучених у Ю. Тимошенко заборонених ліків та не виключає, що вона може стати внаслідок хвороби інвалідом, а перший заступник міністра охорони здоров'я Раїса Моісеєнко заявила, що ув'язнена перебуватиме в Центральній клінічній лікарні № 5 Харкова ще місяць.
У другій половині 2012 — першій половині 2013 року лікарі з клініки «Шаріте» наполягали на продовженні госпіталізації Тимошенко, не виключали загрози інвалідності та необхідності оперативного втручання. Після проведення клінічного обстеження німецькі фахівці дійшли висновку про необхідність операції. Про це на початку липня 2013 повідомила дочка експрем'єра Євгенія Тимошенко. У жовтні 2013 керівник «Шаріте» професор Айнхойпль заявив, що оперативне втручання є єдиним шансом Тимошенко на одужання.
Напередодні Вільнюського саміту Східного партнерства ЄС, що відбувся в кінці листопада 2013 року, питання про надання Тимошенко можливості лікуватися в Німеччині обговорювалося як одна з умов підписання Україною Угоди про Асоціацію та Зону вільної торгівлі з Євросоюзом. Влада наполягала на законодавчому врегулюванні цього питання, у Верховній Раді розроблялися відповідні законопроєкти. 21 листопада 2013 уряд України відмовився від підписання Угоди з Євросоюзом і провладна більшість у парламенті не підтримала жодного з семи запропонованих законопроєктів щодо лікування ув'язнених за кордоном.
Тимошенко закликала лідерів ЄС підписати Угоду про асоціацію з Україною, не висуваючи будь-яких умов, у тому числі й щодо її звільнення, якщо Янукович усе ж прийме таке рішення.
У квітні 2013 року Українська Гельсінська спілка з прав людини, Львівська обласна рада, Луцька і Тернопільська міськради звернулися до Президента Януковича з клопотаннями про звільнення Юлії Тимошенко.
5 вересня 2013 року Комітет Ради Європи з питань запобігання катуванням опублікував доповідь за результатами візиту до Тимошенко в грудні 2012 року. Висновки делегації Комітету підтвердили, що права Тимошенко були порушені за кількома статтями Європейської конвенції з прав людини, зокрема за ст. 3 (заборона катування) та ст. 8 (право на повагу до приватного і сімейного життя).
У доповіді підкреслювалося, що «заходи безпеки, які застосовувалися до пані Тимошенко, не можуть уважатися пропорційними». Зокрема, у її палаті постійно були присутні співробітники пенітенціарної служби. Крім цього, ув'язнена перебувала під цілодобовим відеоспостереженням: у палаті були виявлені три відеокамери та ще «чотири інші, приховані відео- та/або аудіозаписуючі пристрої (у тому числі в санітарному вузлі)»; ще щонайменше шість відеокамер були встановлені в коридорі, а також у приміщеннях для медичних процедур.
Регулярно порушувалося і право експрем'єра на побачення. Делегація КЗК підтвердила, що Тимошенко «зазнавала серйозних труднощів у здійсненні свого права на побачення і телефонні дзвінки».
Упродовж усього періоду перебування Тимошенко в колонії та лікарні вона, за словами німецьких лікарів, захисників та відвідувачів, майже не могла пересуватися самостійно. Водночас вивозити її на свіже повітря не дозволялося; натомість їй пропонували вийти на вулицю без допомоги та засобів для пересування. Так, у доповіді КЗК зазначалося, що «пані Тимошенко не мала доступу до прогулянок… ані в колонії № 54, ані в клінічній лікарні № 5 в Харкові, оскільки їй не було надано належної допомоги, коли вона бажала здійснювати прогулянки». За словами захисників, ув'язненій, яка не могла ходити, тюремники також пропонували самотужки діставатися до телефону, який знаходився в іншому приміщенні, та до автомобіля, щоб добратися в суд.
Перебуваючи в лікарні, експрем'єр ще двічі оголошувала голодування: на знак протесту проти фальсифікації виборів-2012 та на знак солідарності з учасниками протестів проти відмови керівництва країни від євроінтеграції.

### Звільнення
10 серпня 2011 року захист Тимошенко звернувся до Європейського суду з прав людини зі скаргою на незаконність арешту експрем'єра 5 серпня 2011. У скарзі йшлося про порушення положень Європейської конвенції з прав людини, зокрема, ст. 3 (заборона катування або нелюдського чи такого, що принижує гідність, поводження або покарання), ст. 5 (право на свободу та особисту недоторканність), ст. 8 (право на повагу до приватного життя) та ст. 18 (межі застосування обмежень прав).
30 квітня 2013 року Європейський суд із прав людини видав постанову в справі «Тимошенко проти України», у якій зазначається: «Суд вирішив, зокрема: що утримання під вартою пані Тимошенко як запобіжний захід було свавільним; що законність її тримання під вартою не було належним чином оцінено; а також що у неї не було можливості вимагати компенсації за незаконне позбавлення волі».
15 липня 2013 року ЄСПЛ повідомив про початок розгляду другої заяви Юлії Тимошенко, яка, зокрема, стосується справедливості кримінального провадження в «газовій» справі. У заяві йдеться про порушення права Тимошенко на справедливий суд та відображеного в Європейській конвенції з прав людини принципу «ніякого покарання без закону»; зазначається, що кримінальна справа була політично мотивованою та становила зловживання системою кримінального правосуддя. Крім того, Тимошенко заявила про незаконне оприлюднення в мережі Інтернет (зокрема, й на сайті Державної пенітенціарної служби) та на телеканалах відеозаписів її перебування в лікарні, а також сфальсифікованого аудіозапису її телефонної розмови з чоловіком.
5 вересня 2013 року Комітет Ради Європи з питань запобігання катуванням опублікував звіт за результатами візиту до Юлії Тимошенко в грудні 2012. Висновки делегації Комітету підтвердили, що права Юлії Тимошенко були порушені за кількома статтями Європейської конвенції з прав людини, зокрема за ст. 3 (заборона тортур) та ст. 8 (право на повагу до приватного і сімейного життя).
18 січня 2013 року Генеральна прокуратура України вручила Тимошенко повідомлення про підозру в її причетності до організації вбивства бізнесмена та народного депутата Євгена Щербаня в 1996. 21 травня 2013 слідство в справі про вбивство Щербаня було призупинене. Тимошенко спростувала обвинувачення та назвала їх абсурдними. З 6 лютого 2013 в Апеляційному суді м. Києва проводилися слідчі дії (допит свідків) з цієї справи. Засідання відбувалися без участі Тимошенко- Державна пенітенціарна служба повідомляла, що експрем'єр відмовляється їхати до суду. Проте захисники Тимошенко і вона сама неодноразово це спростовували та заявляли, що насправді тюремники самі не хочуть її етапувати.
Нову кримінальну справу західні країни розцінили як продовження «явно несправедливих і політично мотивованих судових розглядів проти Тимошенко та інших представників опозиції». 21 травня 2013 слідство в справі про вбивство Щербаня було зупинене.
Європейський суд з прав людини 30 квітня 2013 року вирішив, що арешт Ю. Тимошенко був політично вмотивованим, незаконним та став результатом свавілля в діях прокурорів та судді.
21 лютого 2014 року Верховна Рада імплементувала до національного законодавства положення статті 19 Конвенції ООН проти Корупції, згідно з якими була декриміналізована стаття, за якою засуджено Тимошенко.
22 лютого 2014 року, не дочекавшись підпису Президента під цим законом, Верховна Рада прийняла Постанову «Про виконання міжнародних зобов'язань України щодо звільнення Тимошенко Ю. В.».
Безпосередньо на підставі цієї Постанови Тимошенко змогла залишити лікарню ЦКБ Укрзалізниці в Харкові приблизно о 17:00 год. Зовнішньополітичне відомство США привітало Юлію зі звільненням і побажало їй продовжити лікування, щоб якнайшвидше одужати.

## Діяльність Тимошенко після Революції Гідності (2014)

### Перші дні на волі

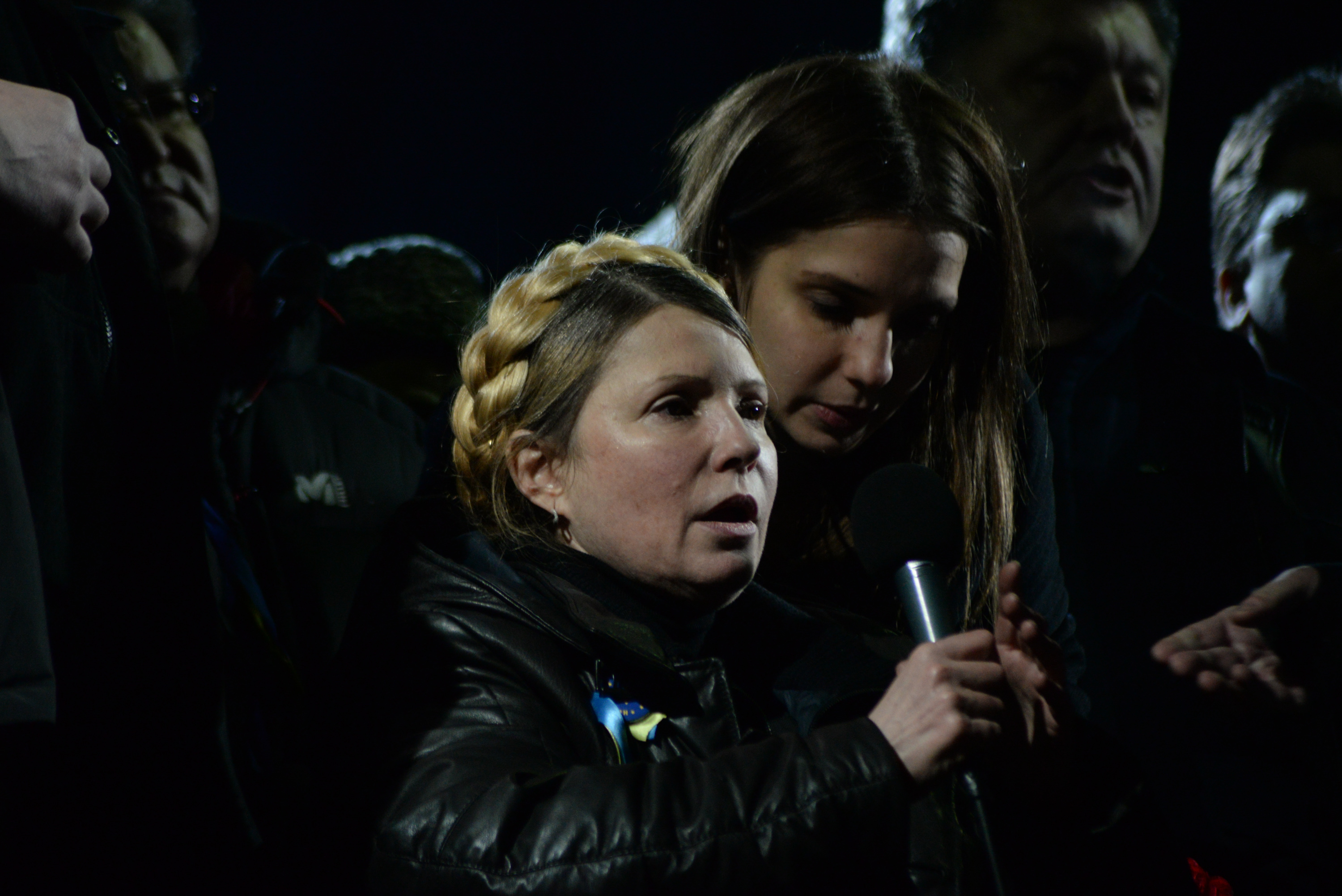
Виступ на сцені київського Євромайдану

22 лютого 2014, при виїзді з аеропорту «Жуляни» (після перельоту з Харкова до Києва) кортеж Юлії Тимошенко зупинили активісти Майдану і звернулися до неї зі словами: «Ви пам'ятаєте, хто зробив цю революцію?!» Активістам не сподобалося, що вона виїхала не через загальний виїзд з аеропорту. Того ж дня Тимошенко дала перше інтерв'ю на волі. Насамперед вона відвідала вул. Грушевського, де вшанувала пам'ять перших загиблих у протистоянні з міліцейськими спецпідрозділами. О 21.30 вона виступила з промовою на Майдані Незалежності.
У перші дні після завершення лікування Тимошенко провела низку зустрічей і телефонних переговорів із представниками ЄС, США, ОБСЄ.
6—7 березня Тимошенко взяла участь у конгресі Європейської народної партії в Дубліні. Виступаючи на цьому форумі, вона закликала лідерів Євросоюзу і країн Європи «разом стати на захист України».
З 7 до 19 березня перебувала на лікуванні в берлінській клініці Charité. Пропозиція лікування в клініці надійшла від канцлера Німеччини Анґели Меркель, про згоду Тимошенко було відомо 24 лютого.
Повернувшись до Києва, Тимошенко ініціювала створення оперативного штабу для напрацювання рішень у відповідь на загрози національній безпеці. До роботи в штабі було запрошено групу провідних фахівців у сфері безпеки, оборони та міжнародної політики. У розвиток цієї ініціативи 15 квітня 2014 Тимошенко оголосила про створення Національного руху опору, покликаного об'єднати зусилля добровільних захисників країни: насамперед, військових експертів, колишніх працівників спецслужб і правоохоронців, людей з досвідом участі в бойових діях. У травні 2014 на базі Руху були створені два батальйони територіальної оборони: 34-й батальйон «Батьківщина» та 42-й — «Рух опору».

### Юридична реабілітація
28 лютого 2014 року Київський районний суд Харкова закрив провадження в кримінальній справі щодо ЄЕСУ у зв'язку з відмовою прокурорів від обвинувачення (за відсутністю складу злочину). Суд також послався на рішення Верховного Суду України, який у 2005 році підтвердив законність закриття цієї справи, та визнав, що постанова ексгенпрокурора Віктора Пшонки про скасування даного рішення Верховного Суду не відповідала законодавству. Суд також скасував постанову про арешт деякого майна Тимошенко.
Того ж дня Верховна Рада ухвалила закон «Про реабілітацію осіб на виконання рішень Європейського суду з прав людини», згідно з яким Тимошенко була реабілітована та поновлена в усіх правах.
Колишній перший заступник Генпрокурора Ренат Кузьмін в ефірі програми «Шустер LIVE» визнав, що «фактів отримання експрем'єр-міністром (Юлією Тимошенко), грошей, або інших матеріальних цінностей, або корупційних дій виявлено не було».
Заступник Генерального прокурора Микола Голомша, який у 2003—2004 роках займався кримінальними справами, порушеними проти Юлії Тимошенко заявив, що підстав для порушення кримінальних справ проти Тимошенко не було.

14 квітня 2014 року Верховний Суд України під час спільного засідання всіх палат рішенням 42 із 48 суддів закрив «газову» справу Юлії Тимошенко за відсутністю події злочину. 24 червня 2014 був оприлюднений повний текст цього рішення, суд дійшов висновку про відсутність у цій кримінальній справі події злочину. Таким чином, у «газовій» справі Юлії Тимошенко було поставлено крапку.
22 січня 2015 року Європейський суд з прав людини опублікував рішення за другою скаргою Юлії Тимошенко, узявши до уваги декларацію уряду України, котрий підтвердив порушення статей 18 (межі використання обмежень відносно прав, політична мотивація кримінальної справи), 3 (заборона тортур), 8 (право на повагу приватного і сімейного життя), 10 (свобода висловлювання думки), у поєднанні зі статтею 18 Європейської конвенції про права людини. ЄСПЛ заявив про припинення розгляду внаслідок дружнього врегулювання справи між українським урядом та Тимошенко

### Вибори Президента України
27 березня 2014 року на пресконференції в Києві Юлія Тимошенко заявила про своє рішення йти в президенти. 29 березня з'їзд ВО «Батьківщина», який відбувся на Софійському майдані, висунув її кандидатуру на пост Президента України.
Ключовими тезами передвиборчої програми Тимошенко були викорінення корупції, боротьба з олігархами, європейський шлях розвитку України (зокрема, підписання Угоди про асоціацію з ЄС), протидія російській агресії та відновлення територіальної цілісності України.
Для перемоги на виборах президента і наступної політичної боротьби кандидат у президенти України Юлія Тимошенко найняла в свою команду політичного технолога Таля Зільберштейна, який колись консультував експрем'єр міністра Ізраїлю Ехуда Ольмерта.
На позачергових виборах Президента України, які відбулися в один тур 25 травня 2014 року, Юлія Тимошенко посіла друге місце з результатом 12,81 %. На виборах переміг Петро Порошенко.
Після виборів Тимошенко приступила до реформування партії «Батьківщина».

### Парламентські вибори в Україні 2014
Тимошенко запропонувала 26 жовтня 2014 року провести всеукраїнський референдум щодо вступу України до НАТО, одночасно з парламентськими виборами.
14 вересня 2014 року на з'їзді ВО «Батьківщина» Тимошенко вперше в її політичній кар'єрі була включена до виборчого партійного списку під другим номером, перший номер отримала Надія Савченко. Інші учасники списку: Ігор Луценко, Сергій Соболєв, Альона Шкрум.
За результатами парламентських виборів 2014 Юлія Тимошенко знову стала Народним депутатом України та провела до парламенту партію Батьківщина.

### Парламентська діяльність 2014—2018 роки
11 грудня 2014 року Верховна Рада підтримала ініціативу Тимошенко щодо звільнення Надії Савченко.
16 лютого 2016 року Юлія Тимошенко зробила заяву, що фракція «Всеукраїнське об'єднання „Батьківщина“» вирішила вийти з коаліції депутатських фракцій у Верховній Раді. Свою заяву вона пояснила тим, що демократична коаліція перестала існувати, оскільки уряд складається з колишньої Партії регіонів та фракції Народного фронту.
Восени 2016 року звернулася до Окружного адміністративного суду Києва про скасування постанови Кабінету міністрів № 315, яка встановлювала єдину ціну на природний газ (була чинною з 1 травня 2016 року по 31 березня 2017 року), у березні 2019 року постанова була скасована. Виступає проти продажу і приватизації стратегічно важливих для держави об'єктів. Зокрема, газотранспортну систему України оцінила в 300 млрд доларів, обіцяла наповнити її газом власного виробництва, ліквідувавши при цьому Нафтогаз України як непотрібну посередницьку структуру, та звинуватила чинного президента України в намірах дешево купити магістраль. Експерти оцінили такі пропозиції як популізм. Зокрема, керівник Бюро комплексного аналізу та прогнозів Сергій Дяченко вважає, що така приватизація неможлива без участі західного капіталу.
Тимошенко була одним із авторів законопроєкту, який продовжував мораторій на продаж землі.
15 червня 2018 року Тимошенко презентувала «Новий курс України» — передвиборчу програму з 4 розділів: новий суспільний договір, мир та безпека, економіка та соціальна політика. 21 вересня 2018 року презентувала програму «Новий економічний курс», яка була розцінена як програма кандидата в президента. Програма отримала оцінку як незавершена, потребує більш точних економічних розрахунків.

### Президентські вибори 2019
22 січня 2019 року партія висунула Тимошенко кандидатом у Президенти України на виборах 31 березня 2019 року. 25 січня ЦВК зареєструвала її кандидатом на пост Президента України..
8 лютого 2019 року в Тимошенко з'явився «двійник» на виборах. У січні 2019 року про свій намір балотуватися кандидатом у президенти заявив позафракційний народний депутат Юрій Тимошенко. Сама Тимошенка назвала це брудними технологіями на виборах.
16 березня 2019 року кандидат на пост Президента України від партії «Основа» Сергій Тарута ухвалив рішення підтримати на виборах Юлію Тимошенко. Політики підписали в Києві Меморандум про взаємодію.
На підтримку Тимошенко на посаду Президента України публічно висловилися волонтер та громадський активіст Геннадій Друзенко, ветеран АТО, захисник Донецького аеропорту Микола Тихонов, перший президент України Леонід Кравчук та інші. Також на її підтримку виступали Федерація профспілок України, Всеукраїнський громадський рух «Сила права» та інші організації.
У першому турі виборів Тимошенка посіла третє місце із 13,4 % голосів (2 532 452 голосів).
Вона посіла перше місце в Івано-Франківській області (22,51 % голосів «за» від 650 861 виборця, що взяли участь у виборах) та друге місце в 11 областях.
Вартість передвиборчої кампанії Тимошенко, згідно зі звітом ЦВК, склала понад 164 млн грн, всі кошти надано партією «Батьківщина». Проте з урахуванням витрат на рекламу 2018 року до початку офіційної виборчої кампанії загальний обсяг витрат за даними руху «Чесно» сягає 320 млн гривень. Національне агентство з питань запобігання корупції за результатами аналізу звіту Тимошенко встановили невідповідність його оформлення та внесених звітних даних вимогам законодавства.

### Парламентська та політична діяльність з 2019 року
Тимошенко входить до складу Комітету Верховної Ради України з питань соціальної політики та захисту прав ветеранів.
У листопаді 2019 року, після ухвалення Верховною Радою України законопроєкту про зняття мораторію з продажу землі, Юлія Тимошенко заявила про перехід в опозицію до правлячої партії «Слуга народу».
У грудні 2019 року Тимошенко об'єднала в Національний штаб понад 40 політичних та громадських організацій, які виступили проти продажу землі та закликали провести референдум.

## Сім'я
Про своє етнічне походження Тимошенко сказала: «У мене по лінії батька всі латиші до десятого коліна, а по лінії мами — всі українці до десятого коліна».
Мати, Телєгіна Людмила Миколаївна (до шлюбу Нелєпова, нар. 11 серпня 1937 року в Дніпропетровську, нині Дніпро), українка. Згідно з дослідженнями Антоніни Ульяхіної (сестри Людмили Миколаївни): «Ми бачили документи, що її (Юлії Володимирівни) прадід Єрофєй Неліпа — козак з Запоріжжя, під час служби в армії прізвище записали — „Нелєпов“». За словами Ю. Тимошенко, уся родина її матері мешкає в селі Перещепино на Дніпропетровщині.
Батько, Грігян Володимир Абрамович (нар. 3 грудня 1937 року в Дніпропетровську), за словами Тимошенко, латиш. Батьки розійшлися, коли Юлії ще не було одного року (за іншими даними, їй було три).
Чоловік, Тимошенко Олександр Геннадійович, (нар. 11 червня 1960 року) — одружився з Юлією в 1979 році. Займається підприємництвом з 1990-х років, один з екскерівників компанії ЄЕСУ, звинувачувався в економічних злочинах у 2000—2001 роках. Був захисником Юлії під час судового процесу проти неї у 2011. У 2012 отримав політичний притулок у Чехії. Був одним із організаторів Євромайдану в Празі та створив Міжнародне громадське об'єднання «Батьківщина». Після звільнення дружини з ув'язнення повернувся до України.
Донька, Тимошенко Євгенія Олександрівна (нар. 20 лютого 1980 року). Закінчила Лондонську школу економіки, здобула ступінь бакалавра за спеціалізацією «Державне управління» та ступінь магістра за спеціалізацією «Російська та пострадянська політичні науки». Була захисницею матері під час судового процесу у 2011 році. Протягом двох з половиною років перебування Юлії Тимошенко в ув'язненні, Євгенія проводила активну кампанію задля її звільнення та інформувала міжнародну спільноту про антидемократичні процеси в Україні. Євгенія Тимошенко мала десятки зустрічей з керівниками Євросоюзу, країн Заходу та міжнародних організацій, виступала в Сенаті США, у парламенті Італії, на Борнгольмській конференції, на форумах європейських політичних партій, у ЗМІ. Одружена із Артуром Чечоткіним. Виховує доньку Єву та двох синів Давіда та Адама.

## Статки та доходи
Згідно із декларацією за 2019 рік, у Тимошенко не було нерухомості, елітний будинок площею 588 м2 у селі Козин вона орендувала у двоюрідної сестри Тетяни Шарапової (у 2019 році сестра померла). Також орендувала дві земельні ділянки, загальною площею 3362 м2. Ще дві сусідні ділянки перебувають у власності тітки, Антоніни Ульяхіної. Два автомобілі, Mercedes-Benz 2014 року та ГАЗ 1983 року, були зареєстровані на чоловіка, згодом він їх продав.

## Наукова діяльність
18 березня 1999 року захистила кандидатську дисертацію за «спеціальність 08.02.03. — організація управління, планування і регулювання економікою» на тему «Державне регулювання податкової системи» і отримала ступінь кандидат економічних наук.
Науковий керівник — доктор економічних наук, професор, завідувач кафедрою національної економіки та публічного управління Київського національного економічного університету Савченко Анатолій Григорович.
Автор понад 50 наукових праць.

### Публікації за темою дисертації
1. Тимошенко Ю., Турчинов О. Основні напрями удосконалення системи оподаткування в Україні. — К.: НАНУ, 1998. — 62 с. (особисто автору належить 45с. — розробка принципів, науково-методичних підходів та механізму організаційного забезпечення реформування податкової системи і системи позабюджетних фондів).
2. Тимошенко Ю. В. Реформування системи оподаткування в Україні // Економіка та підприємництво. Збірник наукових праць молодих вчених та аспірантів. Вип. 2. — К.: КНЕУ, 1998. — С. 81-86.
3. Тимошенко Ю. В. Функції податків в умовах переходу України до ринкових відносин // Вчені записки: Науковий збірник. Вип. 1. — К.: КНЕУ, 1998. — С. 40-42.
4. А.с. ПА № 885. Україна. Нові підходи до проведення податкової реформи в Україні / Тимошенко Ю. В., Турчинов О. В. — 62с. Зареєстровано 31.12.97, Каталог державної реєстрації, 1998 (особисто автору належить 38 с. — концепція побудови податкової системи, розробка науково-методичних підходів та механізму реформування податкової системи та системи позабюджетних фондів).

## Нагороди й відзнаки
- За визначні заслуги перед УПЦ МП нагороджена орденом святої великомучениці Варвари (1998 р.).
- У липні 2005 року американський журнал Форбс назвав українського прем'єра Юлію Тимошенко третьою за впливовістю жінкою планети[346].
- У вересні 2005 року Тимошенко отримала нагороду «Людина року Центрально-Східної Європи», яку їй присудив «Економічний форум у Криниці Гурській» (Польща)[347].
- У грудні 2005 році отримала Prix de la Foundation за «видатні лідерські якості, економічні досягнення під час керівництва Кабінетом міністрів й антикорупційну політику, а також за боротьбу із загрозами демократії, що виникають у сучасному світі», Євросередземноморський форум в Монако[348]
- У березні 2007 року французький журнал «Міжнародна політика» вручив Тимошенко відзнаку «За політичну мужність». Це перша нагорода, яку одержав представник України за 25 років існування проєкту.[349] Попередня така нагорода була вручена у 2004 Папі Римському Іоану Павлу II.[350]
- У березні 2007 року отримала нагороду Conservative Political Action Conference «за внесок у розвиток демократії».[351]
- 2008 — знак «Шахтарська слава» III ступеня у Луганську[352].
- У жовтні 2009 року Патріарх Єрусалимський Теофіл III нагородив Тимошенко найвищою нагородою Єрусалимської Православної Церкви — Орденом Святогробського Братства.[353]
- У жовтні 2012 року експрем'єр-міністру України Юлії Тимошенко присуджено Міжнародну премію Папи Римського Боніфація VIII. Уперше цією премією у 2003 було нагороджено Папу Римського Іоана Павла II.[354]
- У липні 2013 року політична партія Іспанії Уніо Демократіка де Каталунія (Unio Democratica de Catalunya) нагородила лідера української опозиції Юлію Тимошенко медаллю Мануеля Карраско Формігуера за її внесок у захист демократії та свободи і боротьбу за відновлення верховенства права в Україні. Раніше цією медаллю були нагороджені колишній Президент Чехії Вацлав Гавел (2007), Президент Європарламенту Ганс-Герт Петтерінг (2008) та інші видатні діячі.[355]
- 18 жовтня 2014 року в Хмельницькому журналісти вручили Тимошенко премію імені Якова Гальчевського «За вагомий внесок в розвиток демократії та подвижництво у державотворенні в Україні». Цією премією лідер «Батьківщини» була нагороджена у 2011. Диплом був вручений Юлії Тимошенко в Печерському суді, а саму нагороду — книгу Якова Гальчевського «Проти червоних окупантів» журналісти змогли передати лише тепер.[356]

## Відображення в культурі
- У серпні 2013 року в Единбурзі (Шотландія) під час відкриття фестивалю Edinburgh Festival Fringe було презентовано виставу про життя лідера української опозиції Юлії Тимошенко. П'єса «Хто хоче вбити Юлію Тимошенко?» (Who Wants to Kill Yulia Tymoshenko?) розповідає про боротьбу колишнього Прем'єр-міністра України за демократію та про її політично мотивоване ув'язнення.[357][358]